# Bénédicte Hyon Kyong-nyon
Pour les articles homonymes, voir Bénédicte et Hyon (homonymie).
Bénédicte Hyon Kyong-nyon ou Bénédicte Hyŏn Kyŏng-nyŏn (en coréen 현경련 베네딕타) est une laïque chrétienne coréenne, catéchiste, martyre et sainte catholique, née en 1794 à Séoul en Corée, morte décapitée le 29 décembre 1839 à côté de Séoul.
Reconnue martyre et béatifiée en 1925 par le pape Paul VI, elle est solennellement canonisée à Séoul par Jean-Paul II le 6 mai 1984 avec 102 autres martyrs de Corée. 
Sainte Bénédicte Hyon Kyong-nyon est fêtée le 29 décembre et le 20 septembre.

## Biographie
Bénédicte Hyon Kyong-nyon naît à Séoul en Corée, en 1799. Elle est la fille de Hyŏn Kye-hŭm, martyr en 1801, la belle-fille de Pierre Ch'oe Ch'ang-hyŏn, martyr en 1801, et la sœur du futur martyr Charles Hyon Song-mun.
Bénédicte Hyon se marie en 1811, elle épouse un fils du martyr Ch'oe Ch'ang-hyŏn. Mais son mari meurt trois ans après leur mariage. Comme elle n'a pas d'enfants, elle retourne vivre chez sa mère. Elle gagne leur vie en cousant.
Les témoins de sa vie admirent sa vie pieuse et paisible, consacrée à la prière, à la méditation et aux lectures spirituelles. Elle distribue l'argent qu'elle gagne comme couturière. Elle enseigne aux catéchumènes illettrés, encourage les catholiques peu fervents, console les gens tristes et s'occupe des malades. Elle baptise des enfants risquant de mourir. Lorsque les missionnaires viennent en visite, elle réunit les catholiques chez elle et les prépare à recevoir les sacrements.
Bénédicte Hyon est nommée catéchiste. Lors des persécutions, elle se cache, mais elle est quand même arrêtée en juin ou juillet. Les agents gouvernementaux savent qu'elle est la sœur de Charles Hyon Song-mun qui joue un rôle éminent auprès des missionnaires, ils la torturent donc plus sévèrement pour apprendre où se cache son frère. Elle est interrogée huit fois, la police la torture sévèrement pour obtenir des informations sur les missionnaires, car elle souhaite obtenir la récompense pour leur arrestation. Mais les tortionnaires se heurtent à la volonté de Bénédicte Hyon.
Transférée au tribunal supérieur, elle est battue violemment et ne peut pratiquement plus bouger les jambes. Les blessures sur son corps sont profondes, le sang et le pus n'arrêtent pas. Elle souffre aussi du choléra.
Bénédicte Hyon Kyong-nyon est condamnée à mort. Elle meurt décapitée le 29 décembre 1839 à Séoul, à la Petite porte de l'Ouest,, en compagnie de six autres catholiques. Ces sept martyrs sont appelés « Bénédicte Hyon Kyong-nyon et ses six compagnons ».

## Canonisation
Bénédicte Hyon Kyong-nyon est reconnue martyre par décret du Saint-Siège le 9 mai 1925 et ainsi proclamée vénérable. Elle est béatifiée (proclamée bienheureuse) le 5 juillet suivant par le pape Pie XI.
Elle est canonisée (proclamé sainte) par le pape Jean-Paul II le 6 mai 1984 à Séoul en même temps que 102 autres martyrs de Corée. 
Sainte Bénédicte Hyon Kyong-nyon est fêtée le 29 décembre,, jour anniversaire de sa mort, et le 20 septembre, qui est la date commune de célébration des martyrs de Corée.